# Stadion am Panzenberg
Le Stadion am Panzenberg, également connu sous le nom de Panzenbergstadion, est un stade de football allemand situé à Utbremen, quartier de la ville de Brême, dans le Land de Brême.
Le stade, doté de 5 000 places et inauguré en 1963, sert d'enceinte à domicile à l'équipe de football du Bremer SV.

## Histoire
Le stade ouvre ses portes en 1963 dans le quartier résidentiel de Walle.
Plusieurs clubs se partagent le stade les premières années, à savoir le Bremer SV, le MTV von 1875 et le TV Doventor.
Une première rénovation a lieu en 1967 quand de nouveaux vestiaires et un local à l'intérieur du stade pour le club du Bremer SV sont construits.
Le record d'affluence au stade est de 7 500 spectateurs, lors d'une défaite 3-0 des locaux du Bremer SV contre les rivaux du Blumenthaler SV, lors de la dernière journée de la ligue régionale de Brême de 1974.
Lors de la saison 1971-72, le club du Polizei SV Brême joue ses matchs à domicile au Panzenbergstadion, car son installation de l'époque n'était pas aux normes de la ligue régionale.